# Serie B 1993/1994
Soutěžní ročník Serie B 1993/94 byl 62. ročník druhé nejvyšší italské fotbalové ligy. Soutěž začala 29. srpna 1993 a skončila 5. června 1994. Účastnilo se jí 20 týmů, z toho se 12 kvalifikovalo z minulého ročníku, 4 ze Serie A a 4 ze třetí ligy. Nováčci ze třetí ligy jsou: US Palermo, US Ravenna, Vicenza Calcio, AS Acireale.

## Tabulka
| Poř. | Tým                  | Z  | V  | R  | P  | VG | OG | B  |
| ---- | -------------------- | -- | -- | -- | -- | -- | -- | -- |
| 1.   | AC Fiorentina        | 38 | 17 | 16 | 5  | 53 | 19 | 50 |
| 2.   | AS Bari              | 38 | 14 | 17 | 7  | 49 | 27 | 45 |
| 3.   | Brescia Calcio       | 38 | 15 | 14 | 9  | 68 | 53 | 44 |
| 4.   | Calcio Padova 2      | 38 | 11 | 21 | 6  | 37 | 29 | 43 |
| 5.   | AC Cesena 2          | 38 | 17 | 9  | 12 | 49 | 48 | 43 |
| 6.   | AC Benátky           | 38 | 13 | 14 | 11 | 43 | 40 | 40 |
| 7.   | Ascoli Calcio 1898   | 38 | 13 | 14 | 11 | 38 | 38 | 40 |
| 8.   | AC Ancona            | 38 | 11 | 17 | 10 | 46 | 43 | 39 |
| 9.   | AS Fidelis Andria    | 38 | 8  | 23 | 7  | 28 | 28 | 39 |
| 10.  | AS Lucchese Libertas | 38 | 8  | 21 | 9  | 34 | 35 | 37 |
| 11.  | Vicenza Calcio       | 38 | 9  | 19 | 10 | 30 | 33 | 37 |
| 12.  | Hellas Verona FC     | 38 | 11 | 15 | 12 | 36 | 42 | 37 |
| 13.  | Cosenza Calcio 1914  | 38 | 10 | 17 | 11 | 30 | 38 | 37 |
| 14.  | US Palermo           | 38 | 12 | 12 | 14 | 32 | 38 | 36 |
| 15.  | Pescara Calcio 1     | 38 | 12 | 14 | 12 | 50 | 54 | 35 |
| 16.  | AS Acireale 3        | 38 | 8  | 19 | 11 | 32 | 39 | 35 |
| 17.  | Pisa SC 3            | 38 | 10 | 15 | 13 | 36 | 40 | 35 |
| 18.  | US Ravenna           | 38 | 8  | 15 | 15 | 36 | 47 | 31 |
| 19.  | Modena FC            | 38 | 8  | 15 | 15 | 29 | 45 | 31 |
| 20.  | Calcio Monza         | 38 | 5  | 13 | 20 | 27 | 47 | 23 |

Poznámky
- Z = Odehrané zápasy; V = Vítězství; R = Remízy; P = Prohry; VG = Vstřelené góly; OG = Obdržené góly; B = Body
- za výhru 2 body, za remízu 1 bod, za prohru 0 bodů.
- 1  Udinese Calcio přišla během sezóny o 3 bodů.
- 2  Calcio Padova a AC Cesena sehráli utkání (2:1) o postup do Serie A.
- 3  AS Acireale a Pisa SC sehráli utkání (0:0, na pen. 4:3) o setrvání v soutěži.

|  | Postup do Serie A 1994/95  |
|  | Sestup do Serie C1 1994/95 |

## Střelecká listina
| P. | Nár       | Hráč               | Tým                | Branky |
| -- | --------- | ------------------ | ------------------ | ------ |
| 1. | Itálie    | Massimo Agostini   | AC Ancona          | 18     |
| 2. | Německo   | Oliver Bierhoff    | Ascoli Calcio 1898 | 17     |
| 3. | Argentina | Gabriel Batistuta  | AC Fiorentina      | 16     |
| 4. | Itálie    | Giuseppe Galderisi | Padova Calcio      | 15     |
| 4. | Itálie    | Lorenzo Scarafoni  | AC Cesena          | 15     |
| 6. | Itálie    | Andrea Carnevale   | Pescara Calcio     | 14     |
| 6. | Itálie    | Enrico Chiesa      | Modena FC          | 14     |
| 6. | Itálie    | Sandro Tovalieri   | AS Bari            | 14     |
| 9. | Itálie    | Raffaele Cerbone   | AC Benátky         | 12     |
| 9. | Itálie    | Filippo Inzaghi    | Hellas Verona FC   | 12     |